# Microphotis blachei
Microphotis blachei is een vlokreeftensoort uit de familie van de Photidae. De wetenschappelijke naam van de soort is voor het eerst geldig gepubliceerd in 1952 door Ruffo.